# Университет Пикардии
Университет Пикардии имени Жюля Верна — французский университет, относится к академии Амьен. Основан в 1970 году на базе четырёх учебных заведений: национальная медицинская и фармацевтическая школа, юридическая школа, филологическая школа и университетский научный коллеж.

## История
В начале 1960-х в Амьене были сгруппированы четыре учебных заведения: национальная медицинская и фармацевтическая школа, юридическая школа, филологическая школа и университетский научный коллеж. Так как эти вузы не предоставляли возможность получить полное высшее образование, в середине 1960-х годов было принято решение возродить академию Амьена, которая была расформирована в 1848 году, и создать факультеты медицины, филологии, гуманитарных наук, экономики и права. В 1970 году данный вуз получил статус университета. В 1991 году университет был переименован, став Университетом Пикардии имени Жюля Верна.

## Структура
В состав Университета Пикардии входят 11 факультетов, 8 институтов и 2 докторские школы.
Факультеты:
- Факультет искусств.
- Факультет истории и географии.
- Факультет языков и иностранных культур.
- Факультет философии и гуманитарных наук.
- Филологический факультет.
- Факультет физической культуры и спорта.
- Факультет экономики и менеджмента.
- Факультет политологии и юриспруденции.
- Факультет точных наук.
- Факультет медицины.
- Факультет фармацевтики.

Институты:
- Высший институт науки и техники Сен-Кантена.
- Институт администрирования предприятий.
- Институт по подготовке государственных служащих.
- Университетский институт технологии города Амьен.
- Университетский институт технологии города Уаза.
- Университетский институт технологии города Эны.
- Университетский институт Все Возраста.
- Университетский институт по подготовке профессоров.

Школы по подготовке докторов наук:
- Докторская школа точных наук и здоровья.
- Докторская школа гуманитарных наук.